# Radar de Vorónezh
Los radares Vorónezh (en ruso: РЛС Воронеж) son la generación actual de radares de alerta temprana rusos, que proporcionan monitoreo a larga distancia del espacio aéreo contra ataques con misiles balísticos y monitoreo de aeronaves. El primer radar, en Lekhtusi, cerca de San Petersburgo, entró en funcionamiento en 2009. Hay un plan para reemplazar los radares más antiguos con el Vorónezh para 2020.
Su nombre común sigue el patrón de los radares soviéticos al recibir el nombre de un río, el Vorónezh. La generación anterior de radares era conocida como el Daryal (después del desfiladero de Darial), Volga (después del río Volga) y Duina (río Duina) y la generación anterior al Dniéper (río Dniéper) y Dniéster (río Dniéster).
Los radares Vorónezh se describen como altamente prefabricados, lo que significa que tienen un tiempo de configuración de meses en lugar de años y necesitan menos personal que las generaciones anteriores. También son modulares, de modo que un radar puede entrar en funcionamiento (parcial) mientras está incompleto.
Rusia ha aprovechado el lanzamiento de estos nuevos radares para plantear sus preocupaciones sobre la defensa antimisiles de Estados Unidos en Europa. En el lanzamiento del radar de Kaliningrado en noviembre de 2011, el presidente ruso Dmitri Medvédev dijo: "Espero que este paso [el lanzamiento del radar] sea visto por nuestros socios como la primera señal de la disposición de nuestro país para dar una respuesta adecuada a las amenazas que el escudo antimisiles representa para nuestras fuerzas nucleares estratégicas".

## Tipos
Todos los tipos son radares de antenas en fase.
- Vorónezh-M (77Ya6-M) funciona en el rango de metros de longitudes de onda (VHF) y fue diseñado por RTI Mints.
- Vorónezh-DM (77Ya6-DM) funciona en el rango de decímetros (UHF) y fue diseñado por NPK NIIDAR. Tiene un alcance de hasta 10.000 km y es capaz de rastrear simultáneamente 500 objetos.[3][4] Su alcance en el horizonte es de 6000 km y el alcance vertical es de 8000 km (debido al horizonte del radar, este rango solo es aplicable si el objetivo se encuentra a una altitud de varios kilómetros). Rusia afirma que el radar puede detectar objetivos del tamaño de una "pelota de fútbol" a una distancia de 8000 km.[5]
- Vorónezh-VP (77Ya6-VP) funciona en el rango de metros (VHF) y fue diseñado por RTI Mints. El único construido tiene 6 segmentos en lugar de los 3 del Vorónezh-M.[6]

Se dice que un Vorónezh-M cuesta 2,85 mil millones de rublos y un Vorónezh-DM 4,3 mil millones de rublos. Esto se compara con el costo de 5.000 millones de rublos de un Dniéper y los 19.800 millones de rublos de un Daryal, a precios actuales. Los sistemas Vorónezh se fabrican en la planta de televisión de Saransk.
Sus diseñadores, Sergey Boev (RTI), Sergey Saprykin (NIIDAR) y Valeriy Karasev (RTI Mints), fueron galardonados conjuntamente con el Premio Estatal de Ciencia y Tecnología 2011 por su trabajo en el Vorónezh.

## Instalaciones

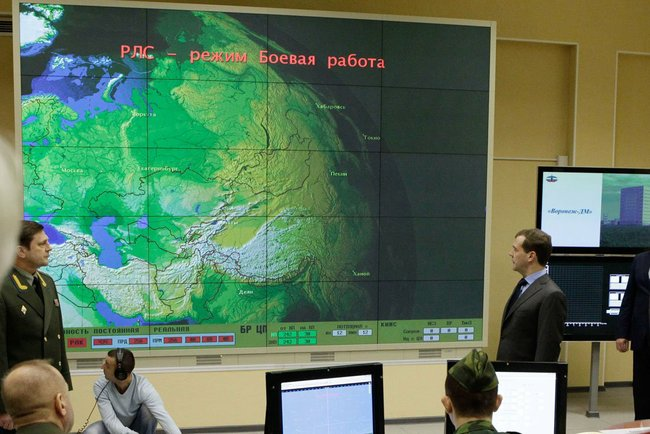
Dmitri Medvédev ordena la introducción del radar "Vorónezh-DM" de las Tropas de Defensa Aeroespacial, Kaliningrado, 2011.

El primer radar, un Vorónezh-M, fue construido en Lekhtusi, cerca de San Petersburgo. Entró en pruebas en 2005 y fue declarado "listo para el combate" en 2012. Se encuentra junto a la Academia Espacial Militar A.F. Mozhaysky, que es un centro de formación de oficiales de las Fuerzas de Defensa Aeroespacial. Se describe que llena el vacío de alerta temprana causado por el cierre de la estación de radar en Skrunda en Letonia en 1998, aunque el radar de Volga en Hántsavichy, Bielorrusia, también ha sido descrito como haciendo esto, y como un radar UHF Volga tiene una resolución diferente a la del VHF Vorónezh-M.
El segundo radar se encuentra en Armavir, en el sur de Rusia, en el aeródromo de Baronovsky. Se trata de un Vorónezh-DM, un radar UHF y se anunció que reemplazaría la cobertura perdida cuando se cerraron los radares de Dniéster en Sebastopol y Mukáchevo, Ucrania, en 2009. En realidad, hay dos radares en este sitio, el primero cubre el suroeste y podría reemplazar a los radares ucranianos. El segundo radar está orientado hacia el sureste y podría reemplazar al radar de Daryal en Gabala que cerró a finales de 2012. La estación de radar de Armavir fue dañada por un ataque con drones ucranianos en 2024 durante la guerra ruso-ucraniana.
El tercer radar está al sur de Pionerski en Kaliningrado, en el sitio del aeródromo de Dunayevka. Es otro UHF Vorónezh-DM y está rodeado de países que ahora están en la OTAN. Aquí solo hay un radar y está en pleno funcionamiento en 2014.
Se construyó un radar en Mishelevka, en Irkutsk, en el lugar donde se encontraba el antiguo radar de Daryal, que nunca estuvo operativo, y que fue demolido en 2011. El radar es un Vorónezh-VP y está situado cerca del antiguo edificio de transmisión de Daryal. Este radar cubre el sur y puede reemplazar a uno de los dos radares Dnepr en ese sitio. Se planeó otro conjunto Vorónezh-VP que proporciona una cobertura de 240 grados, y está listo para 2014.
Está previsto construir un radar Vorónezh-VP en Pechora en 2015 para sustituir al Daryal allí. Del mismo modo, se planea un Vorónezh-VP para Olenegorsk en 2017 para reemplazar al Dnepr/Daugava. Como parte de las negociaciones públicas sobre el futuro del radar de Gabala, se había sugerido que el Daryal podría ser reemplazado por un Vorónezh-VP en 2017, aunque la estación cerró a finales de 2012. 
El trabajo comenzó en la estación de Barnaúl en 2013, otras ubicaciones anunciadas son Omsk, Yeniseisk y Oremburgo.   
El 20 de diciembre de 2017, tres nuevas estaciones de radar de Vorónezh entraron en servicio en Rusia, aumentando así el número total de radares operativos a 8 (la estación de radar de Armavir opera 2 radares). Los radares están ubicados en el krai de Krasnoyarsk, el krai de Altái y el óblast de Oremburgo.
Según el Ministerio de Defensa de Rusia, en 2022 se completará la construcción de nuevas estaciones de radar cerca de Vorkuta y Múrmansk (Olenegorsk).

## Ubicaciones
| Ubicación                                                                                    | Coordenadas                                            | Tipo        | Estado          | Detalles |
| -------------------------------------------------------------------------------------------- | ------------------------------------------------------ | ----------- | --------------- | --- |
| Radar de Lekhtusi, Óblast de Leningrado                                                      | 60°16′31.65″N 30°32′45.66″E / 60.2754583, 30.5460167   | Vorónezh-M  | Operativo       | Llena el vacío en la cobertura causado por la pérdida del radar Skrunda-1. Plenamente operativo en 2012. |
| Radar de Armavir, Krai de Krasnodar                                                          | 44°55′30.38″N 40°59′2.02″E / 44.9251056, 40.9838944    | Vorónezh-DM | Operativo       | Dos radares en este sitio. Una cubre el suroeste, la segunda etapa cubre el sur/sureste y reemplazó al Radar de Gabala en Azerbaiyán. Totalmente operativo en abril de 2015. El 26 de mayo de 2024, los medios de comunicación ucranianos informaron de que un dron HUR golpeó un sistema de radar ruso de alerta temprana Voronezh M en Orsk, óblast de Oremburgo, tras recorrer una distancia de unos 1.800 kilómetros. Las imágenes satelitales de baja resolución parecen mostrar marcas de quemaduras, el radar es parte de la alerta temprana nuclear rusa para amenazas aéreas / espaciales, como misiles balísticos y bombarderos. |
| Radar de Pionersky en la antigua base aérea de Dunayevka, Óblast de Kaliningrado             | 54°51′26″N 20°10′56″E / 54.857294, 20.18235            | Vorónezh-DM | Operativo       | Parcialmente operativo en noviembre de 2011 y plenamente operativo en 2014. |
| Radar de Mishelevka, Óblast de Irkutsk                                                       | 52°51′20.11″N 103°13′53.94″E / 52.8555861, 103.2316500 | Vorónezh-VP | Operativo       | Reemplazó uno de los radares Dnepr y Daryal-U que fue demolido en junio de 2011. El radar entró en pruebas en marzo de 2012, en pleno funcionamiento desde 2015. |
| Cerca de Yeniseisk, Krai de Krasnoyarsk, pero no el antiguo sitio del radar                  | 58°30′22″N 92°02′46″E / 58.506095, 92.046072           | Vorónezh-DM | Operativo       | Totalmente operativo en diciembre de 2017. |
| Cerca de Barnaúl, Krai de Altái                                                              | 53°08′21.1″N 83°40′52.5″E / 53.139194, 83.681250       | Vorónezh-DM | Operativo       | Totalmente operativo en diciembre de 2017. |
| Cerca de Orsk, óblast de Oremburgo                                                           | 51°16′24″N 58°57′33″E / 51.273346, 58.959030           | Vorónezh-M  | Operativo       | Totalmente operativo en diciembre de 2017. Atacado por un dron ucraniano el 26 de mayo de 2024. |
| Cerca de Vorkutá, Komi, pero no el antiguo emplazamiento del radar                           | 67°36′50.3″N 63°45′19.5″E / 67.613972, 63.755417       | Vorónezh-M  | En construcción | Comenzó la construcción. Reemplazará al actual radar Daryal en este sitio. |
| Cerca de Olenegorsk, en el óblast de Múrmansk, pero no en el antiguo emplazamiento del radar | 68°05′26″N 34°19′39″E / 68.090694, 34.327539           | Vorónezh-VP | En construcción | Comenzó la construcción. Reemplazará al radar Dnestr/Daugava en este sitio. |
| Cerca de Sebastopol, Península de Crimea                                                     | 44°34′44″N 33°23′10″E / 44.5788, 33.3862               | Vorónezh-SM | Planificado     | Reemplazará al actual radar Dnestr en este sitio. |